# دورا بارت
دورا بارت (اسپانیایی: Dora Baret‎؛ زادهٔ ۷ ژوئیهٔ ۱۹۴۰) بازیگر اهل آرژانتین است.
از فیلم‌ها یا مجموعه‌های تلویزیونی که وی در آن‌ها نقش داشته‌است، می‌توان به بیانکا اشاره نمود.